# Elektronikzentrum der Bundeswehr
Das Elektronikzentrum der Bundeswehr (EloZBw) ist eine ortsfeste logistische Materialerhaltungseinrichtung der Streitkräftebasis der Bundeswehr in Bad Bergzabern (Rheinland-Pfalz). Die militärische Dienststelle ist dem Logistikzentrum der Bundeswehr unterstellt und verfügt über 19 Soldaten, 75 Beamte und 146 Fachhandwerker. Das Zentrum gliedert sich in die Abteilungen Elektronikinstandsetzung, Waffenelektronik und Spezialinstandsetzung, die Instandsetzungsgruppen GeoInfoGerät (met) in Erding, Kiel, Koblenz und Wunstorf als Außenstellen sowie die Ausbildungswerkstatt Bad Bergzabern.

## Auftrag
Auftrag des Zentrums ist die System- und Baugruppeninstandsetzung von elektronischem und geophysikalischem Wehrmaterial.

## Geschichte
Das Zentrum wurde am 1. Mai 1962 als Instandsetzungsbataillon 963 (Fernmelde) (InstBtl 963 (Fm)) aufgestellt. Bereits 1959 war Bad Bergzabern als Standort festgelegt worden. Zum 1. Oktober 1971 erfolgte die Umgliederung und Umbenennung in Heeresfernmeldeinstandsetzungswerk 870 (HFmInstWerk 870) und zum 1. Juli 1977 die Umbenennung in Heeresinstandsetzungswerk 870 (HInstWerk 870). Von 1989 unterstand es dem Versorgungskommando 850. 1990 wurde eine umfassende äußerliche Neugestaltung des Werkgebäudes abgeschlossen. Im Jahr 1994 erfolgte die Umgliederung und Umbenennung in Systeminstandsetzungszentrum 870 (SysInstZ 870) und der Unterstellungswechsel unter das Instandsetzungsregiment 21 in Dornstadt und 1996 ein erneuter Unterstellungswechsel zur Logistikbrigade 2 in Germersheim. 2008 erfolgte die Umgliederung und Umbenennung zum heutigen Elektronikzentrum der Bundeswehr und 2010 der Unterstellungswechsel zum Bereich ortsfeste logistische Einrichtungen des Logistikzentrums der Bundeswehr. Seit dem 1. April 2021 ist das Zentrum dem Logistikzentrum der Bundeswehr direkt unterstellt.